# Jean Victor Audouin
Jean Victor Audouin (París, 27 de abril de 1797 - París, 9 de noviembre de 1841), fue un naturalista, entomólogo y ornitólogo francés.

## Biografía
Destinado por sus padres a estudiar derecho, Audouin, apasionado por la historia natural, sigue estudios de medicina y se titula de doctor en 1826.
En 1823 es subbibliotecario del Instituto de Francia. En 1824, es asistente de Pierre André Latreille (1762-1833), que era profesor de entomología en el Muséum national d'histoire naturelle de París. Audouin le sucede en 1833, conservando dicha función hasta su muerte. En 1838, es académico de la Academia de las Ciencias Francesa en la sección de economía rural.
Explora, de 1826 a 1829, con Henri Milne-Edwards (1800-1885), las costas de Normandía y de Bretaña, publicando en 1832 el fruto de sus observaciones con el título de  Histoire naturelle du littoral de la France.
Su mayor obra, Histoire des insectes nuisibles à la vigne et particulièrement de la Pyrale (1837, 1842), es completada luego de su muerte, por Henri Milne-Edwards y por Émile Blanchard (1819-1900).
Audouin publica numerosos artículos en  Annales des sciences naturelles, publicación que él funda con Adolphe Brongniart (1801-1876) y con Jean-Baptiste Dumas (1800-1884) en 1824.
Audouin es también uno de los creadores de la Sociedad entomológica de Francia (1832).
Pronuncia, el 8 de febrero de 1833, un discurso en la tumba de Latreille en nombre de la Sociedad Entomológica.
Audouin contribuyó a varias ramas de la historia natural. Fuet coautor del Dictionnaire classique d'histoire naturelle (1822) y fue un colaborador de Milne-Edwards en el estudio de los animales marinos de las costas francesas. Audouin hace la parte de Ornitología de la Description de l'Egipto de Jules-César Savigny (1826). Son excelentes sus memorias de Crustáceos (1828), Muscardina, enfermedad del gusano de seda (1836).
Le fue dedicada el ave Larus audouinii, por Charles Payraudeau (1798-1865) en 1826, y el genus de alga roja Audouinella por Jean-Baptiste Bory de Saint-Vincent en 1823.
La espermateca, órgano de ciertos insectos femeninos, recibe también el nombre de órgano copulador de Audouin.

## Lista parcial de publicaciones
- Histoire des insectes nuisibles à la vigne et particulièrement de la Sparganothis pilleriana qui dévaste les vignobles des départements de la Côte-d'Or, Saône-et-Loire, Rhône, de Hérault, Pyrénées-Orientales, Haute-Garonne, de la Charente Marítimo, Marne, Seine-et-Oise, con la indicación de medios a emplearse para combatirlos... París, Fortin, Masson, 1842
- La abreviatura «Audouin» se emplea para indicar a Jean Victor Audouin como autoridad en la descripción y clasificación científica de los vegetales.[1]